# Le Douhet
Pour les articles homonymes, voir Douhet.
Le Douhet est une commune du Sud-Ouest de la France située dans le département de la Charente-Maritime, en région Nouvelle-Aquitaine.
Ses habitants sont appelés les Douhetiens et les Douhetiennes.

## Géographie

### Localisation
La commune du Douhet se situe dans le centre-est du département de la Charente-Maritime, en région Nouvelle-Aquitaine, dans l'ancienne province de Saintonge. Appartenant au Midi atlantique, au cœur de l'arc atlantique, elle peut être rattachée à deux grands ensembles géographiques : le Grand Ouest français et le Grand Sud-Ouest français.

### Communes limitrophes
| Taillebourg         | Juicq        | Saint-Hilaire-de-Villefranche |
| Saint-Vaize         | du Douhet    | Écoyeux                       |
| Bussac-sur-Charente | Fontcouverte | Vénérand                      |

## Urbanisme

### Typologie
Au 1er janvier 2024, Le Douhet est catégorisée commune rurale à habitat dispersé, selon la nouvelle grille communale de densité à 7 niveaux définie par l'Insee en 2022.
Elle est située hors unité urbaine. Par ailleurs la commune fait partie de l'aire d'attraction de Saintes, dont elle est une commune de la couronne,. Cette aire, qui regroupe 62 communes, est catégorisée dans les aires de 50 000 à moins de 200 000 habitants,.

### Occupation des sols
L'occupation des sols de la commune, telle qu'elle ressort de la base de données européenne d’occupation biophysique des sols Corine Land Cover (CLC), est marquée par l'importance des territoires agricoles (52,3 % en 2018), en augmentation par rapport à 1990 (49,4 %). La répartition détaillée en 2018 est la suivante : 
forêts (47,7 %), zones agricoles hétérogènes (33,3 %), terres arables (14,3 %), cultures permanentes (4,1 %), prairies (0,7 %). L'évolution de l’occupation des sols de la commune et de ses infrastructures peut être observée sur les différentes représentations cartographiques du territoire : la carte de Cassini (XVIIIe siècle), la carte d'état-major (1820-1866) et les cartes ou photos aériennes de l'IGN pour la période actuelle (1950 à aujourd'hui).

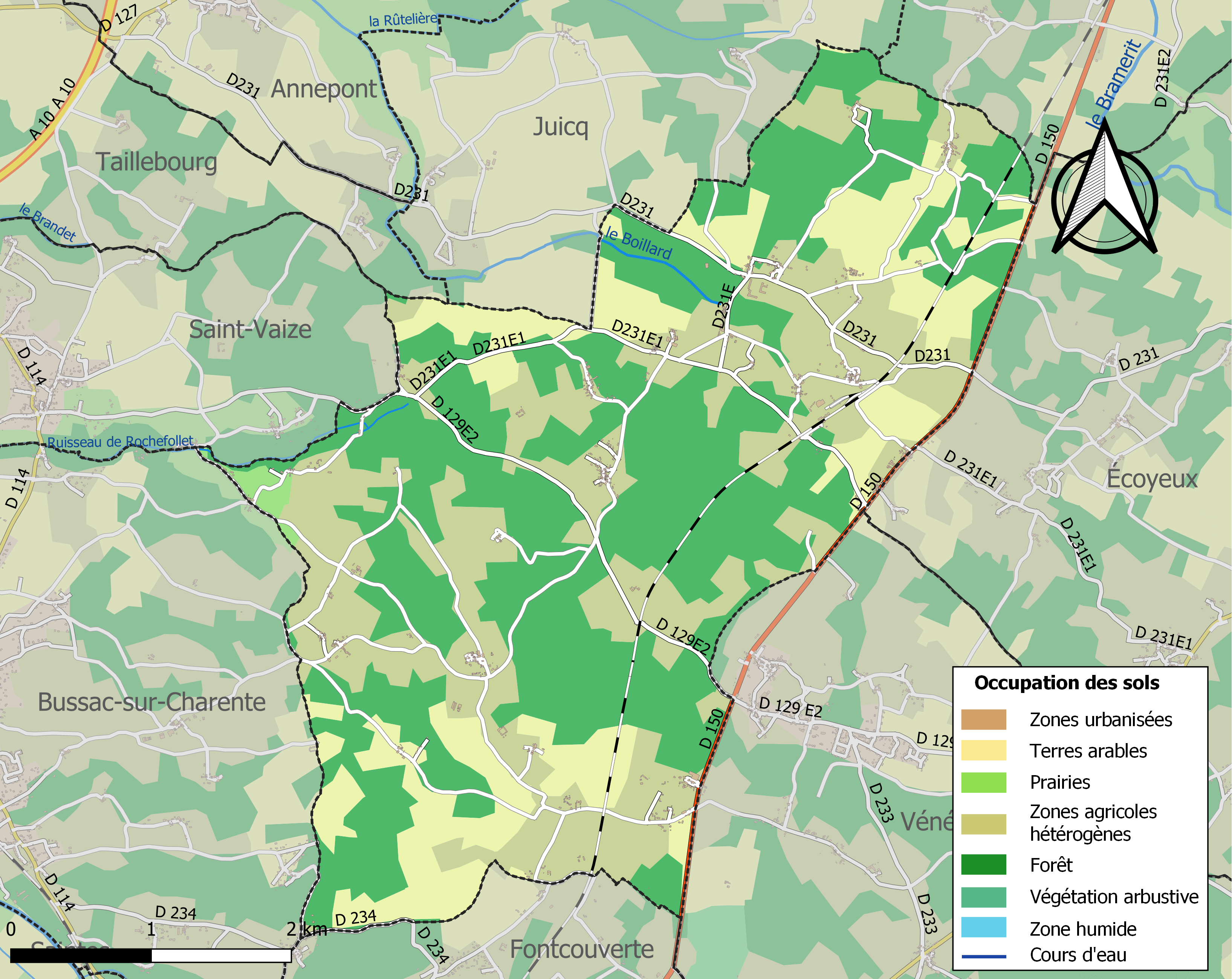
Carte des infrastructures et de l'occupation des sols de la commune en 2018 (CLC).

### Risques majeurs
Le territoire de la commune du Douhet est vulnérable à différents aléas naturels : météorologiques (tempête, orage, neige, grand froid, canicule ou sécheresse), mouvements de terrains et séisme (sismicité modérée). Il est également exposé à un risque technologique,  le transport de matières dangereuses. Un site publié par le BRGM permet d'évaluer simplement et rapidement les risques d'un bien localisé soit par son adresse soit par le numéro de sa parcelle.

#### Risques naturels

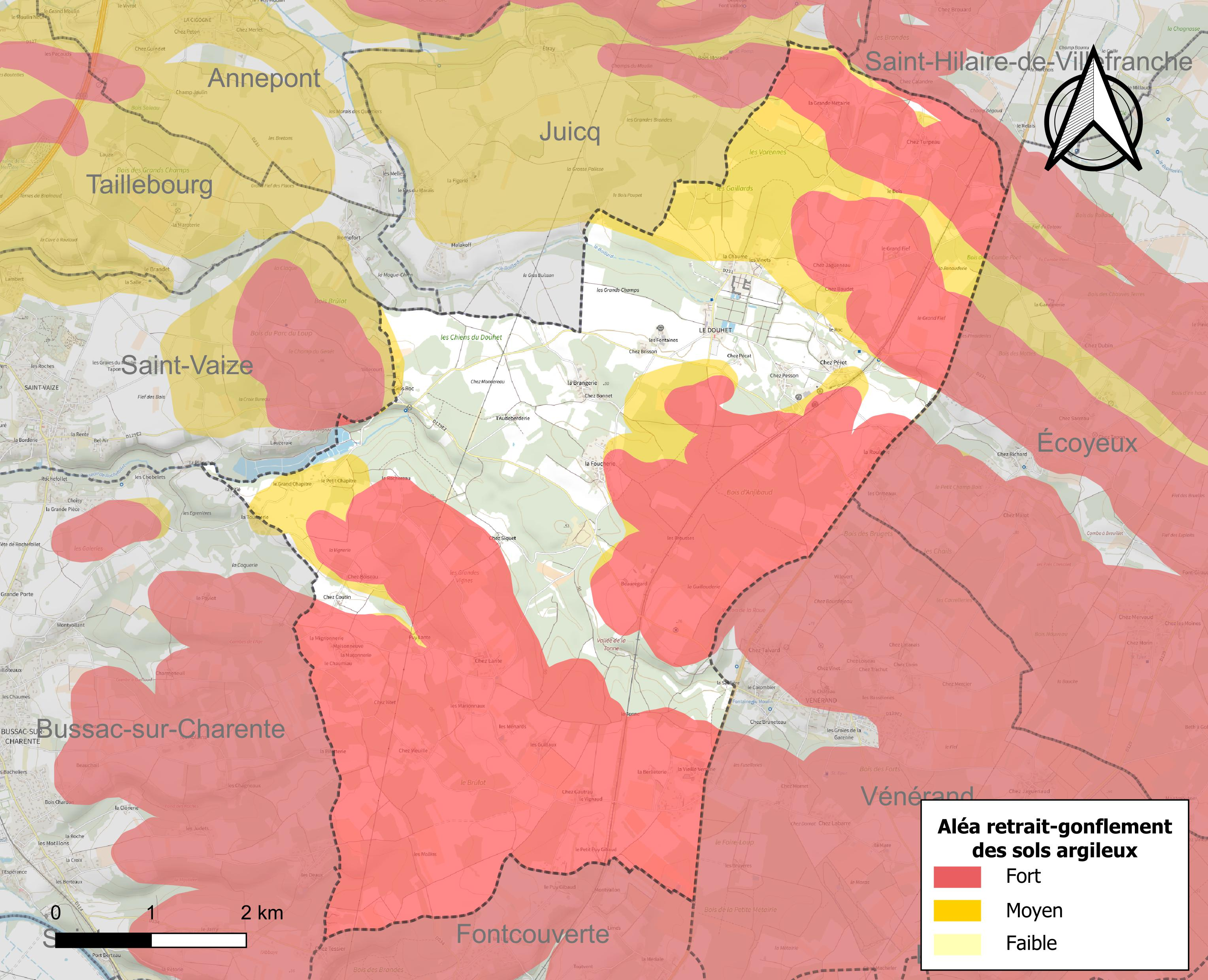
Carte des zones d'aléa retrait-gonflement des sols argileux du Douhet.

Les mouvements de terrains susceptibles de se produire sur la commune sont des affaissements et effondrements liés aux cavités souterraines (hors mines) et des tassements différentiels. Par ailleurs, afin de mieux appréhender le risque d’affaissement de terrain, l'inventaire national des cavités souterraines permet de localiser celles situées sur la commune.
Le retrait-gonflement des sols argileux est susceptible d'engendrer des dommages importants aux bâtiments en cas d’alternance de périodes de sécheresse et de pluie. 70,7 % de la superficie communale est en aléa moyen ou fort (54,2 % au niveau départemental et 48,5 % au niveau national). Sur les 367 bâtiments dénombrés sur la commune en 2019,  235 sont en aléa moyen ou fort, soit 64 %, à comparer aux 57 % au niveau départemental et 54 % au niveau national. Une cartographie de l'exposition du territoire national au retrait gonflement des sols argileux est disponible sur le site du BRGM,.
Par ailleurs, afin de mieux appréhender le risque d’affaissement de terrain, l'inventaire national des cavités souterraines permet de localiser celles situées sur la commune.
La commune a été reconnue en état de catastrophe naturelle au titre des dommages causés par les inondations et coulées de boue survenues en 1982, 1999 et 2010. Concernant les mouvements de terrains, la commune a été reconnue en état de catastrophe naturelle au titre des dommages causés par la sécheresse en 1989, 2003 et 2018 et par des mouvements de terrain en 1999 et 2010.

#### Risques technologiques
Le risque de transport de matières dangereuses sur la commune est lié à sa traversée par une ou des infrastructures routières ou ferroviaires importantes ou la présence d'une canalisation de transport d'hydrocarbures. Un accident se produisant sur de telles infrastructures est susceptible d’avoir des effets graves sur les biens, les personnes ou l'environnement, selon la nature du matériau transporté. Des dispositions d’urbanisme peuvent être préconisées en conséquence.

## Toponymie
Le nom de ce village proviendrait du vieux français doit, en saintongeais douet, dérivé du latin ductus désignant une conduite d’eau ou un petit cours d’eau. On y voit la référence à l’aqueduc souterrain qui captait l’eau au hameau de Chez Pérot pour l’acheminer jusqu’aux Thermes de Saintes.

## Histoire
Pour un article plus général, voir Histoire de la Charente-Maritime.

### Préhistoire

#### Site moustérien et magdalénien du Gros-Roc
Le site se trouve dans l'ouest de la commune, à environ 2,3 km au sud-ouest du bourg, sur le flanc nord du coteau boisé situé à environ 350 m à l'est de l'ancien moulin des forges (devenue une pisciculture). Le site s'étend entre la source au pied du coteau et la grotte des Chambres-Noires au sommet,.
En 1889, M. Clouet (père,), alors instituteur au Douhet d'après Daniel 1978, est le premier à fouiller la grotte des Chambres-Noires. Quelques années plus tard (entre 1892 et 1908), de nouvelles fouilles sont effectuées par le même M. Clouet père (alors instituteur à Saint-Hilaire), Clouet fils (instituteur à Saintes) et Saisy (instituteur au Douhet).
Les vestiges de faune sont abondants mais très dégradés et - en 1908 - difficiles à identifier. Une dizaine d'os en relativement bon état proviennent d'un grand équidé. Nombreuses dents, dont les 9/10e sont des dents de cheval. Le renne semble absent. Le niveau magdalénien fournit une mâchoire de félin que Boule (1892) identifie comme une sous-espèce nouvelle : Felis spelaea var cloueti (Clouet 1891).

## Politique et administration

### Liste des maires
| Période                                  | Période  | Identité            | Étiquette | Qualité     |
| ---------------------------------------- | -------- | ------------------- | --------- | ----------- |
| Les données manquantes sont à compléter. |          |                     |           |             |
| 1973                                     | 1983     | Paul Cartier        |           |             |
| 1983                                     | 2014     | Jacques Tanner      |           |             |
| 2014                                     | En cours | Stéphane Taillasson |           | Agriculteur |

### Région
À la suite de la réforme administrative de 2014 ramenant le nombre de régions de France métropolitaine de 22 à 13, la commune appartient depuis le 1er janvier 2016 à la région Nouvelle-Aquitaine dont la capitale est Bordeaux. De 1972 au 31 décembre 2015, elle a appartenu à la région Poitou-Charentes, dont le chef-lieu était Poitiers.

## Population et société

### Démographie
L'évolution du nombre d'habitants est connue à travers les recensements de la population effectués dans la commune depuis 1793. Pour les communes de moins de 10 000 habitants, une enquête de recensement portant sur toute la population est réalisée tous les cinq ans, les populations de référence des années intermédiaires étant quant à elles estimées par interpolation ou extrapolation. Pour la commune, le premier recensement exhaustif entrant dans le cadre du nouveau dispositif a été réalisé en 2007.

En 2022, la commune comptait 705 habitants, en évolution de −0,42 % par rapport à 2016 (Charente-Maritime : +4,04 %, France hors Mayotte : +2,11 %).
| 1793 | 1800 | 1806 | 1821 | 1831  | 1836  | 1841  | 1846  | 1851 |
| ---- | ---- | ---- | ---- | ----- | ----- | ----- | ----- | ---- |
| 913  | 933  | 840  | 974  | 1 058 | 1 008 | 1 033 | 1 033 | 968  |

| 1856 | 1861 | 1866 | 1872 | 1876 | 1881 | 1886 | 1891 | 1896 |
| ---- | ---- | ---- | ---- | ---- | ---- | ---- | ---- | ---- |
| 920  | 913  | 859  | 757  | 776  | 759  | 720  | 734  | 663  |

| 1901 | 1906 | 1911 | 1921 | 1926 | 1931 | 1936 | 1946 | 1954 |
| ---- | ---- | ---- | ---- | ---- | ---- | ---- | ---- | ---- |
| 639  | 627  | 697  | 646  | 641  | 606  | 556  | 534  | 573  |

| 1962 | 1968 | 1975 | 1982 | 1990 | 1999 | 2006 | 2007 | 2012 |
| ---- | ---- | ---- | ---- | ---- | ---- | ---- | ---- | ---- |
| 511  | 502  | 477  | 518  | 589  | 636  | 692  | 700  | 694  |

| 2017 | 2022 | - | - | - | - | - | - | - |
| ---- | ---- | - | - | - | - | - | - | - |
| 713  | 705  | - | - | - | - | - | - | - |

## Économie
En 1963, Butagaz obtient l’autorisation d’implanter un centre emplisseur et de stockage de butane et propane au Douhet, près de la gare et des habitations de Chez Pesson et Chez Pérot. Le site est classé Seveso seuil haut nécessitant un Plan de Prévention des Risques Technologiques.
La gare n'est plus desservie.

## Culture locale et patrimoine

### Lieux et monuments

#### Le château du Douhet

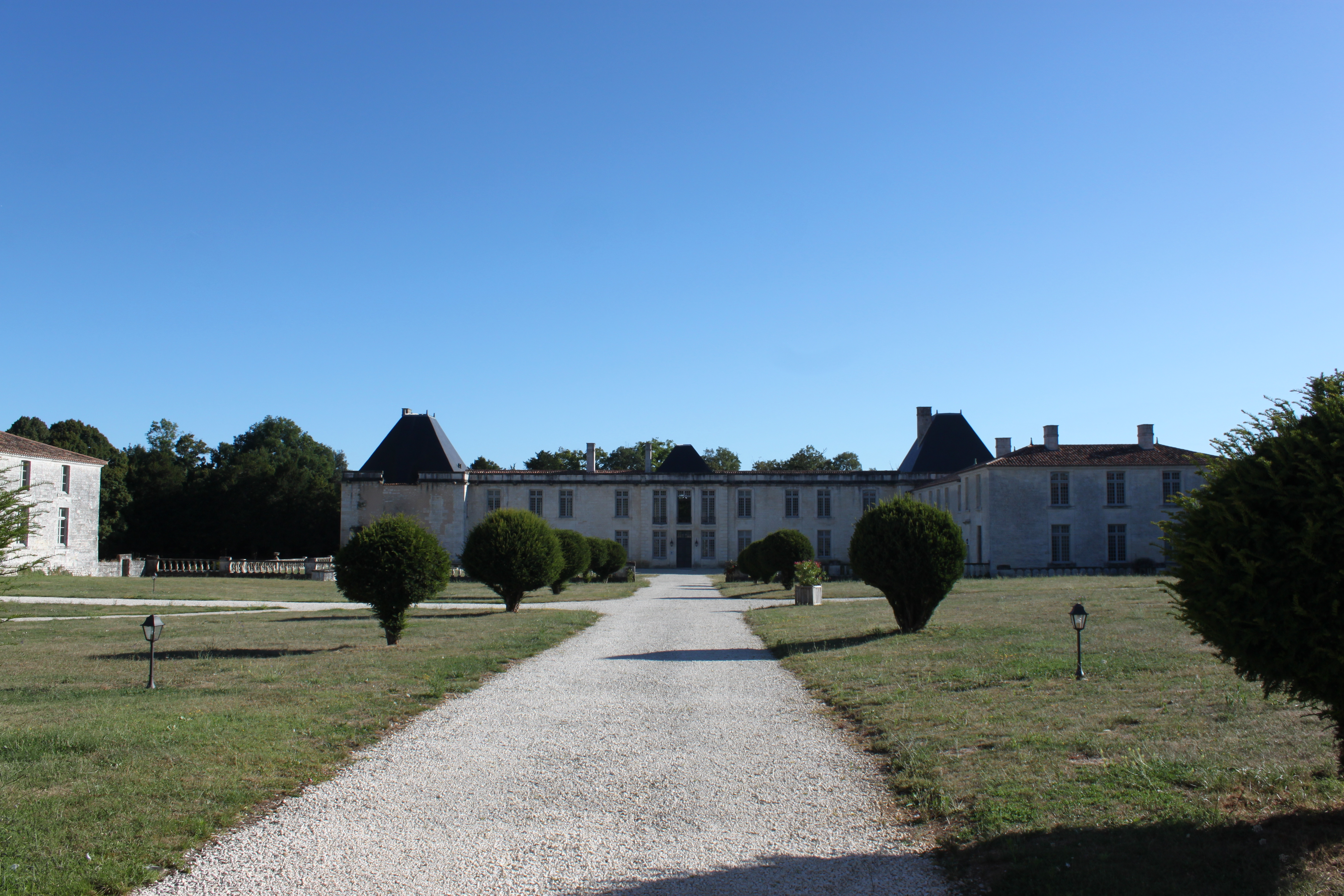
Le parc et le logis du château du Douhet.

On a longtemps pensé que ce château avait été construit vers 1680 sur ordre de Renaud de Pons. Mais la présence de baies segmentées au dernier étage est l'indice d'une construction plus récente, entre 1715 et 1730. Il est acheté en 1946 par l'industriel Jean Damilleville, ancien pilote pendant la Première Guerre mondiale.
Racheté par un promoteur immobilier, le château, ainsi que ses dépendances, ont subi d'importants travaux intérieurs pour l’aménagement d’appartements privés. Le tout est organisé en copropriété depuis 2009.

#### L'aqueduc romain
L'aqueduc romain, principalement souterrain, alimentait Mediolanum Santonum (Saintes) en eau. L'aqueduc date du Haut Empire romain (2e moitié du Ier siècle. On peut aussi voir des portions de cet aqueduc à Fontcouverte (Vallon des arcs), ainsi qu'un aqueduc affluent, aux Fontaines romaines de Vénérand.

La Grand Font
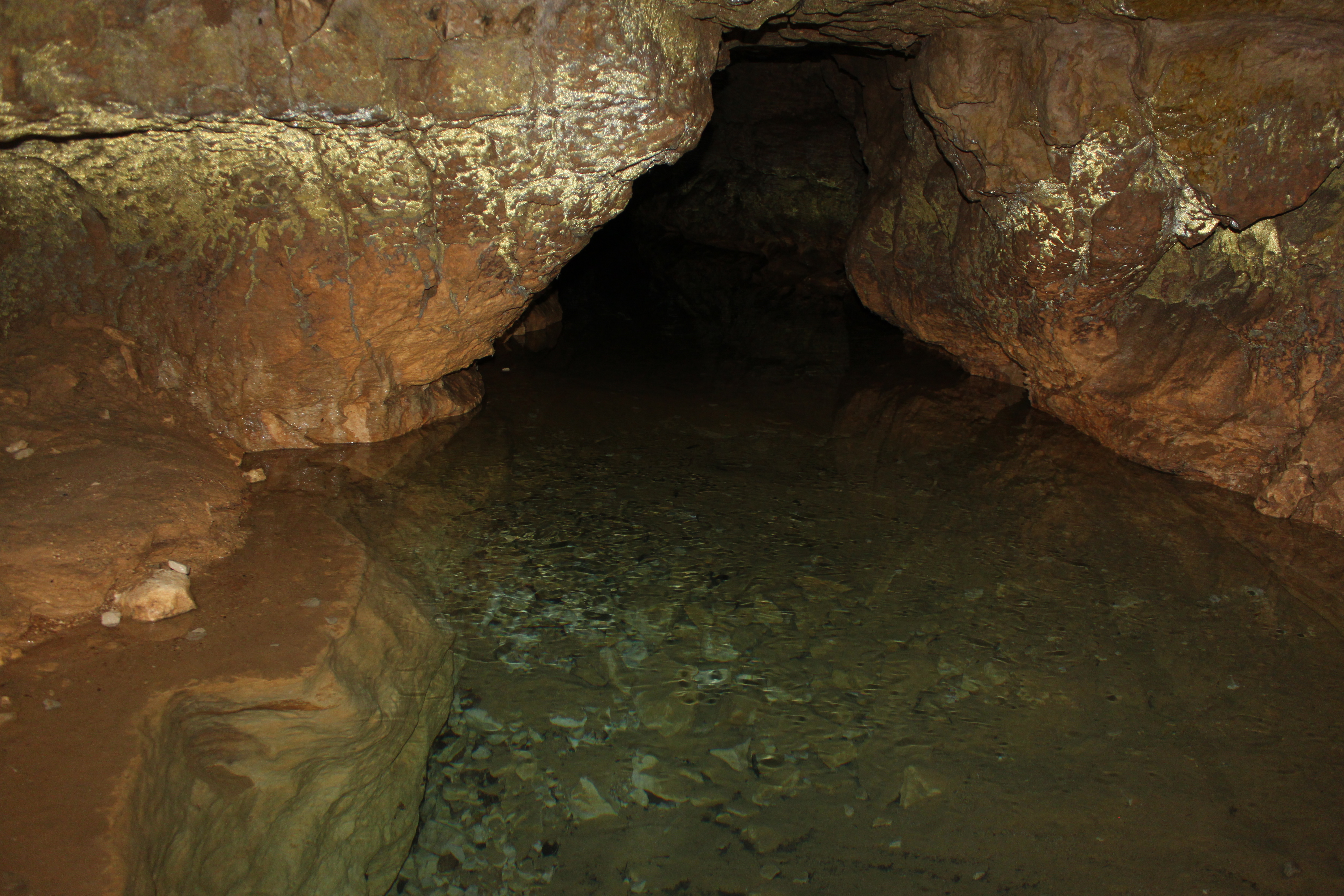
Bassin de captage et rétention.
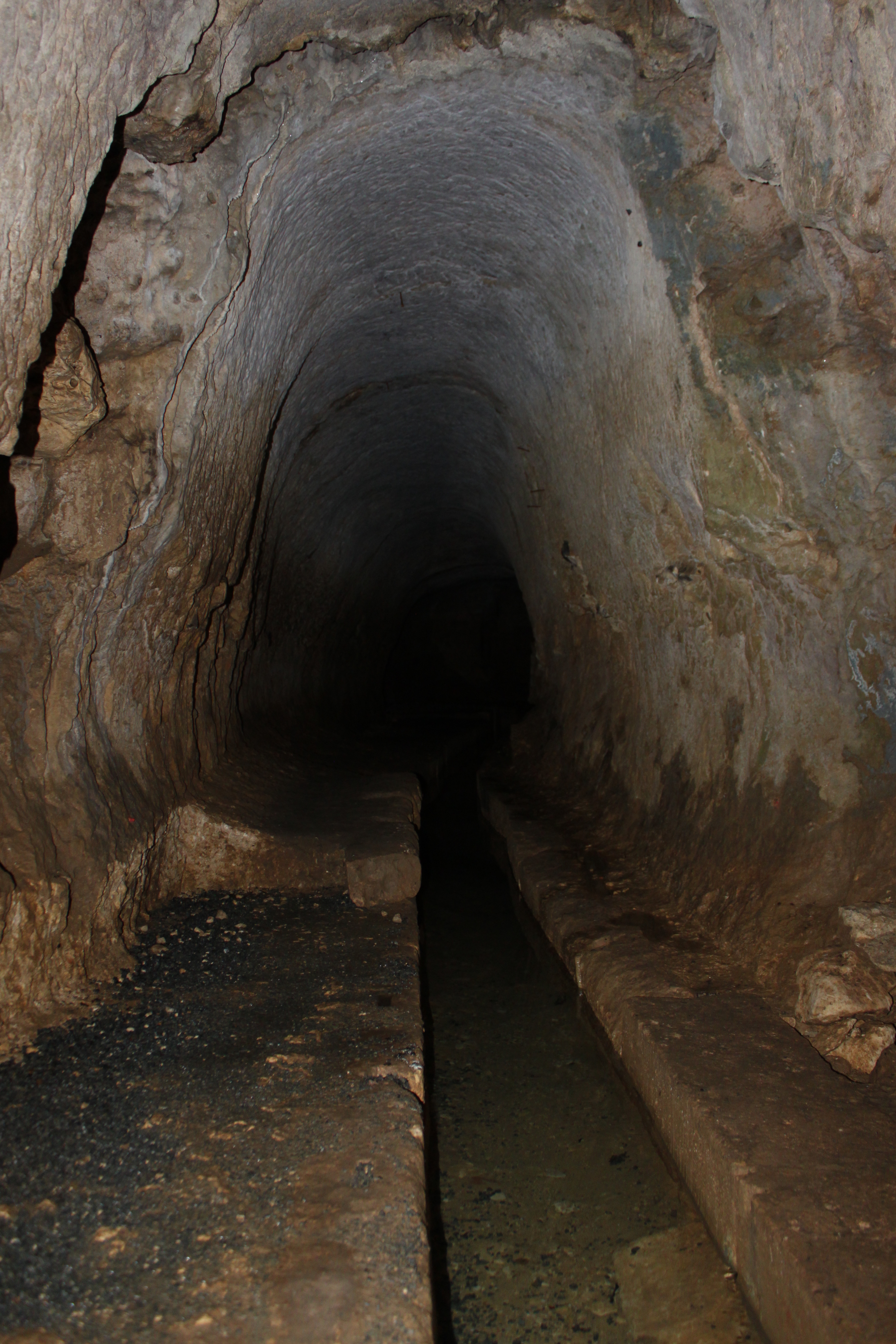
Galerie de l'aqueduc romain, vue amont.
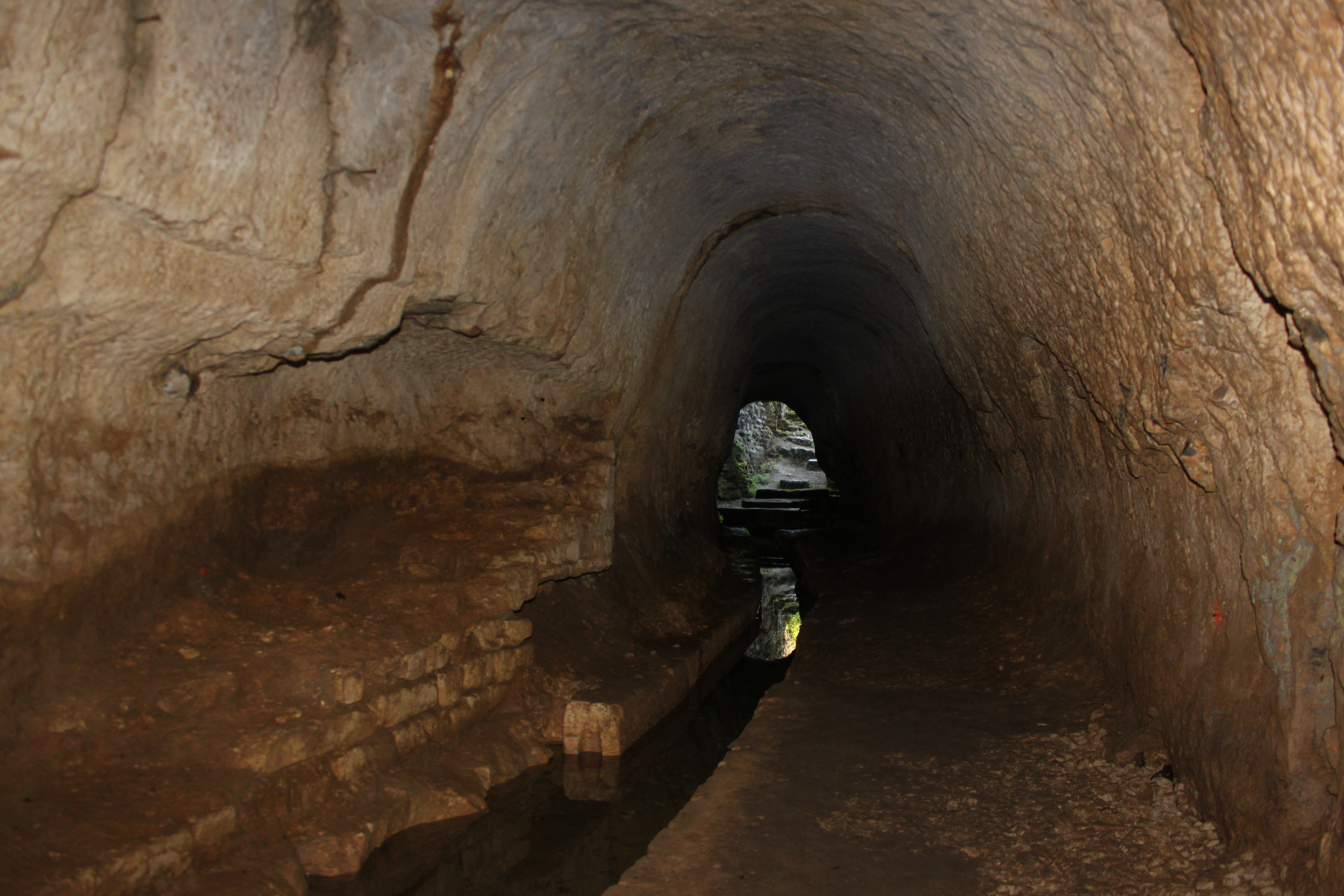
Galerie vue aval.
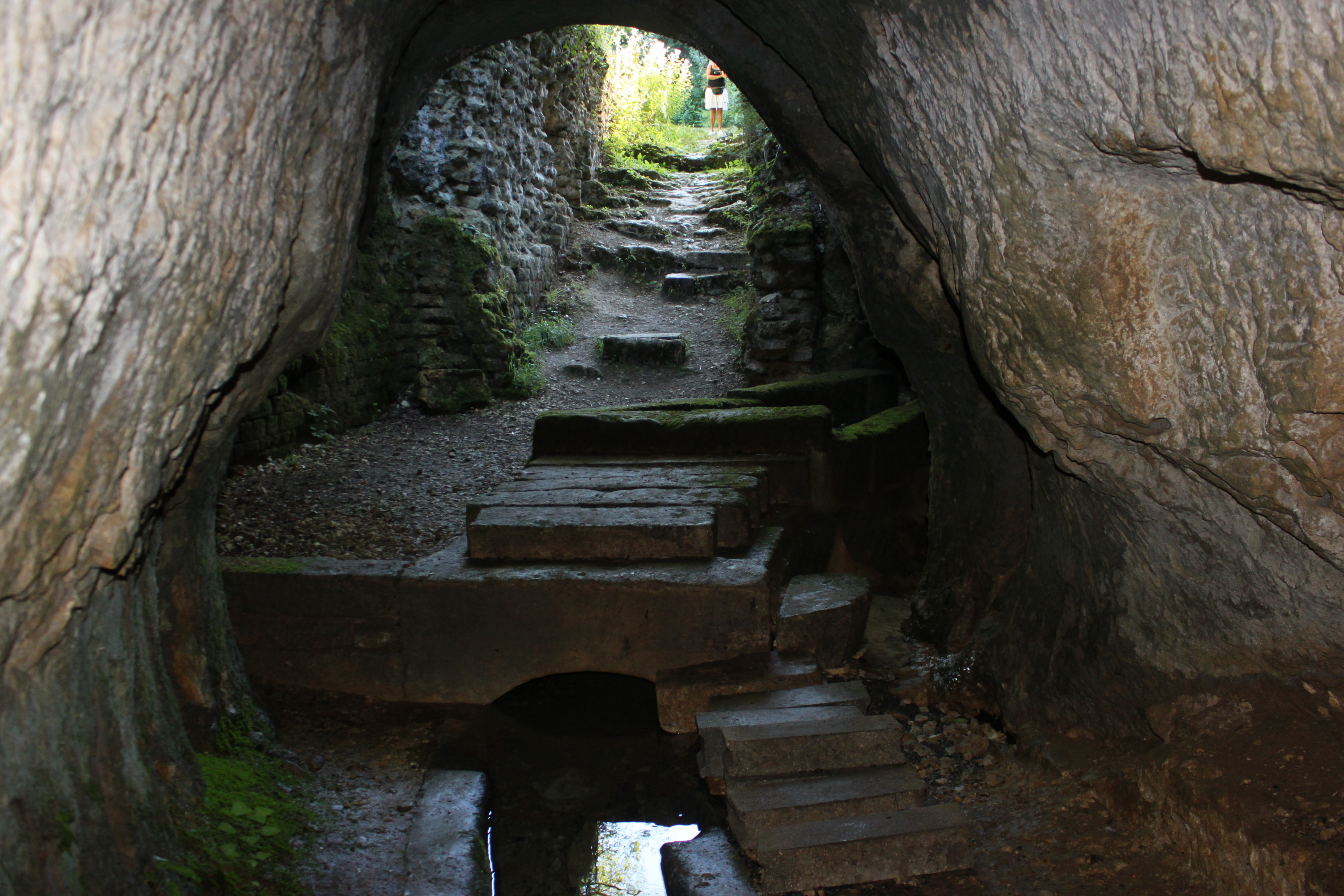
L'entrée de la galerie en haut) et le canal vers Saintes (en bas).
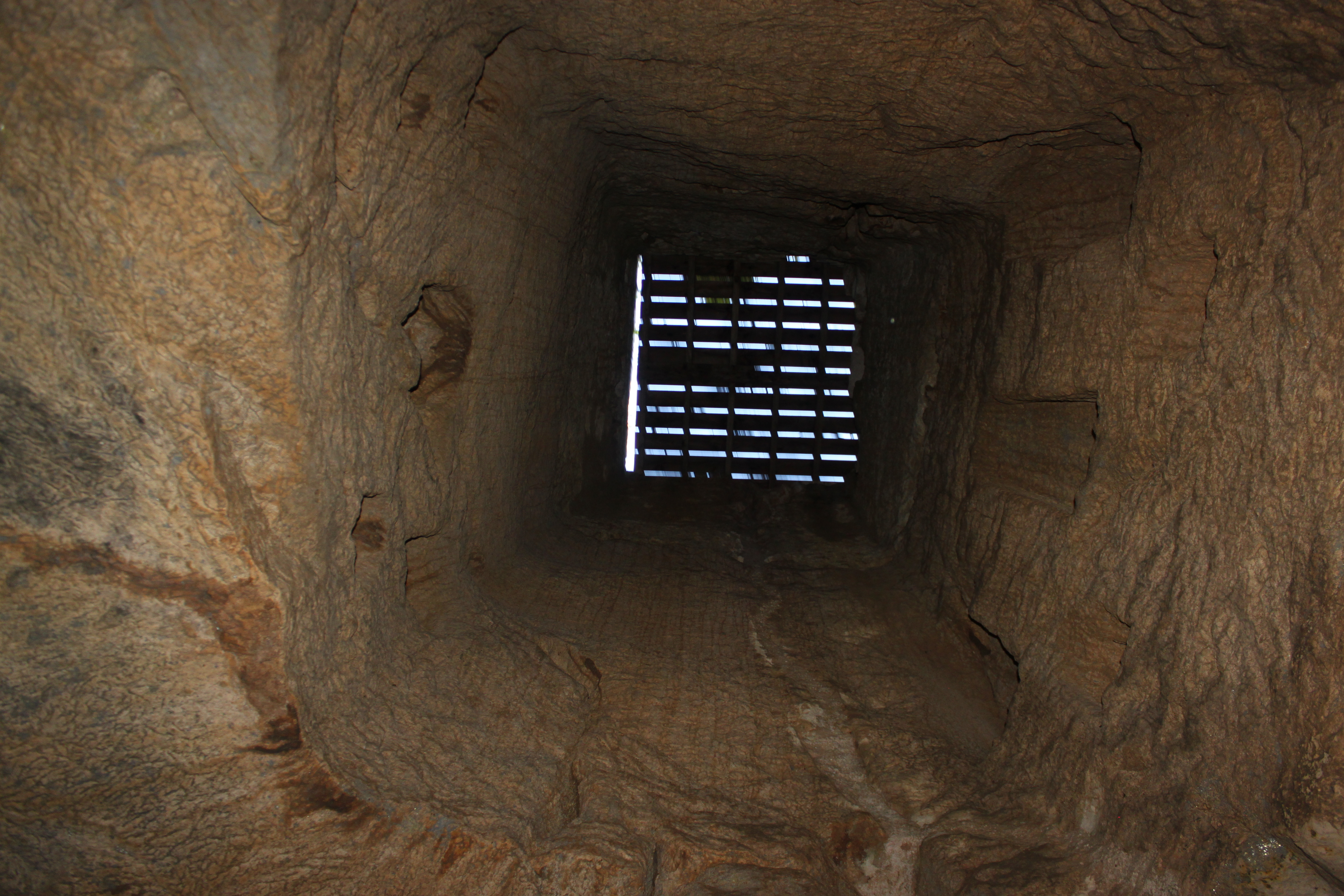
Puits surplombant le bassin de captage.
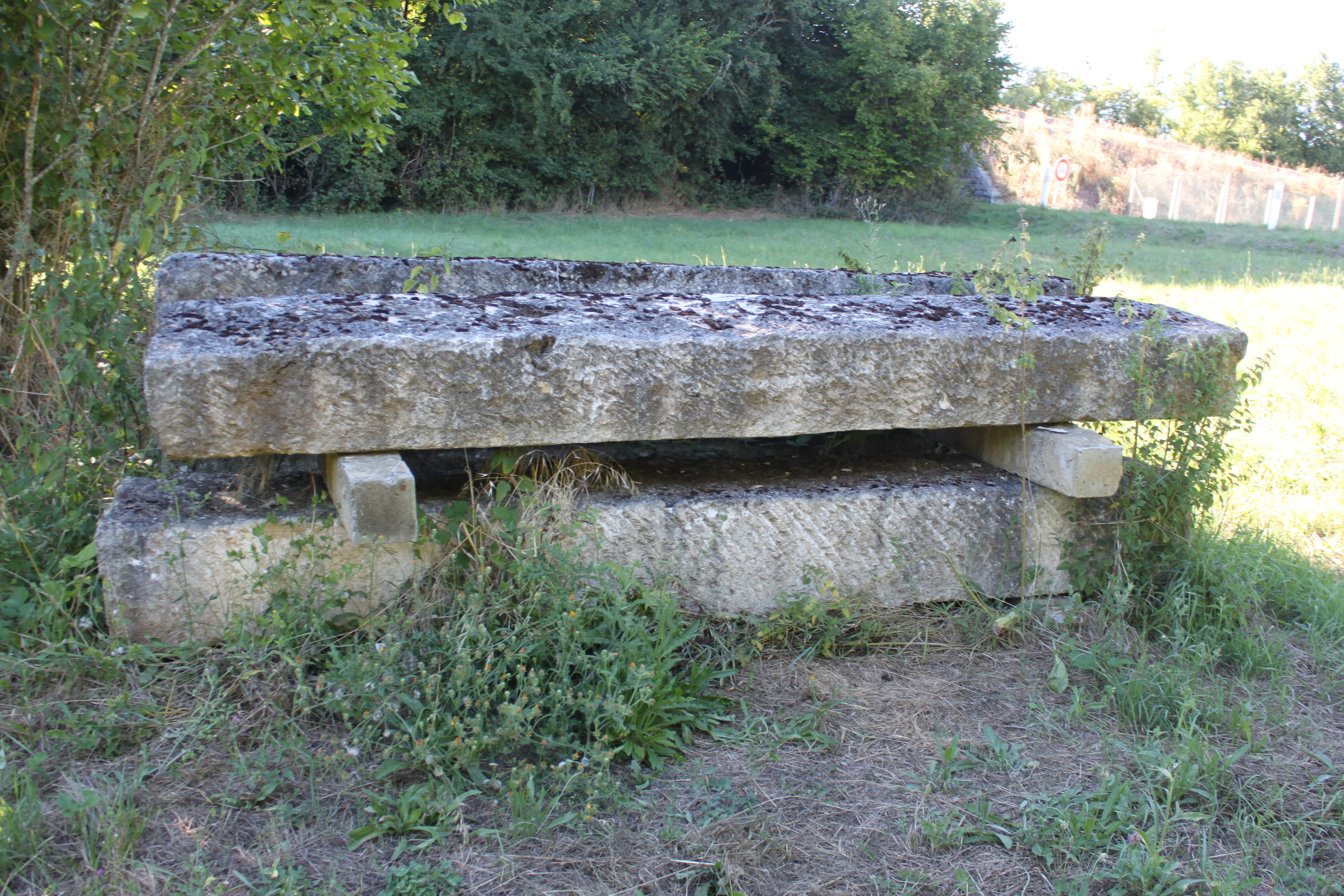
« Couvercles » du puits (enlevés pour les fouilles de 2013).

Une portion de cet aqueduc, orientée nord-est sud-ouest, est ouverte à la visite au lieu-dit La Grand-Font (45° 49′ 00″ N, 0° 33′ 12″ O) où se situe l'une de ses sources. L'entrée est taillée dans le roc. Le site est classé monument historique, depuis 1840.

Le Bois des Anglais (baptistère paléochrétien)
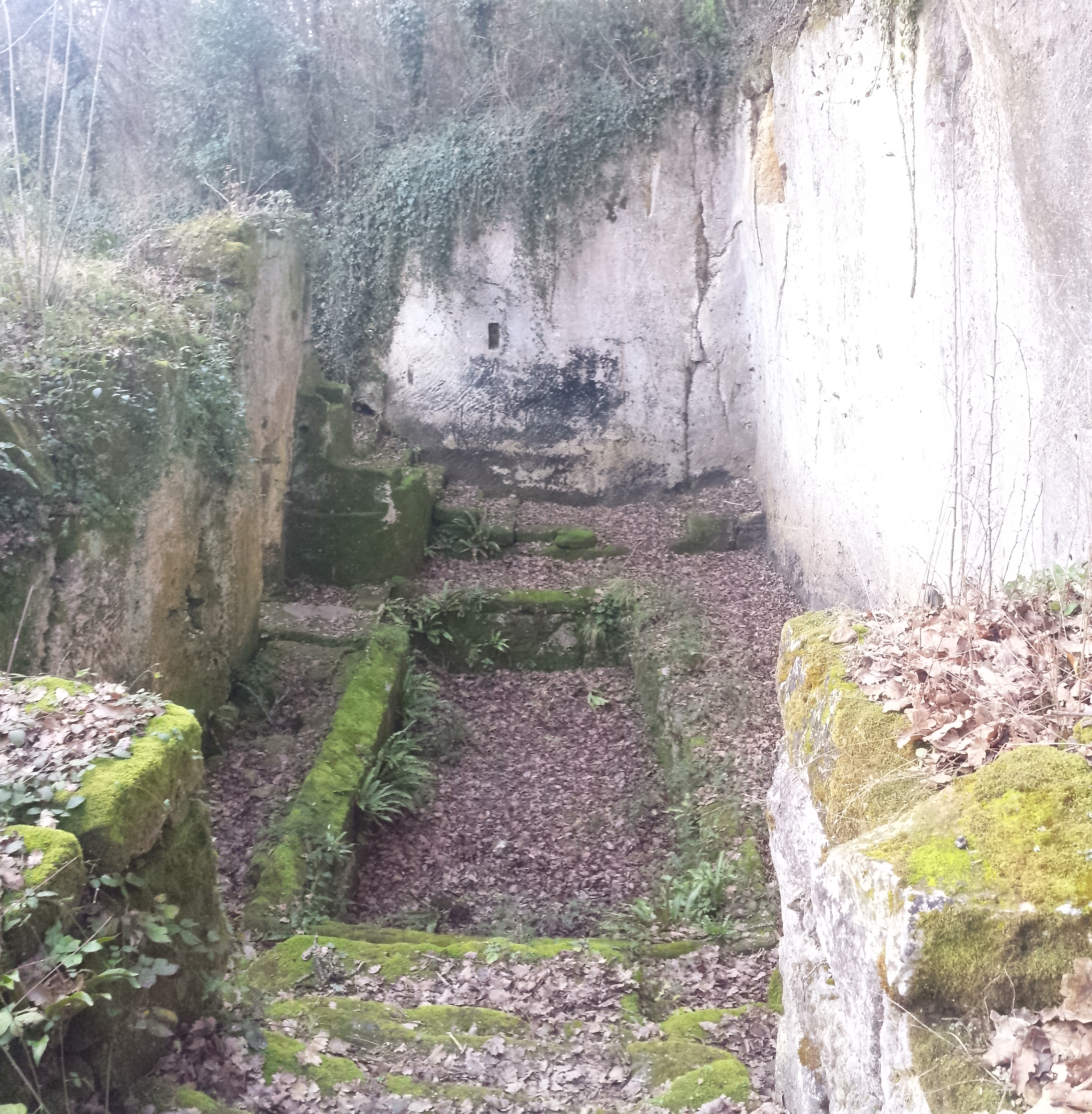
Le baptistère paléochrétien.

À 160 m en aval de la source de la Grand Font se trouve un baptistère paléochrétien (fin IIIe siècle, début IVe siècle), alimenté par l'eau de l'aqueduc, et transformé en lavoir au XIXe siècle.

Le Ruisseau
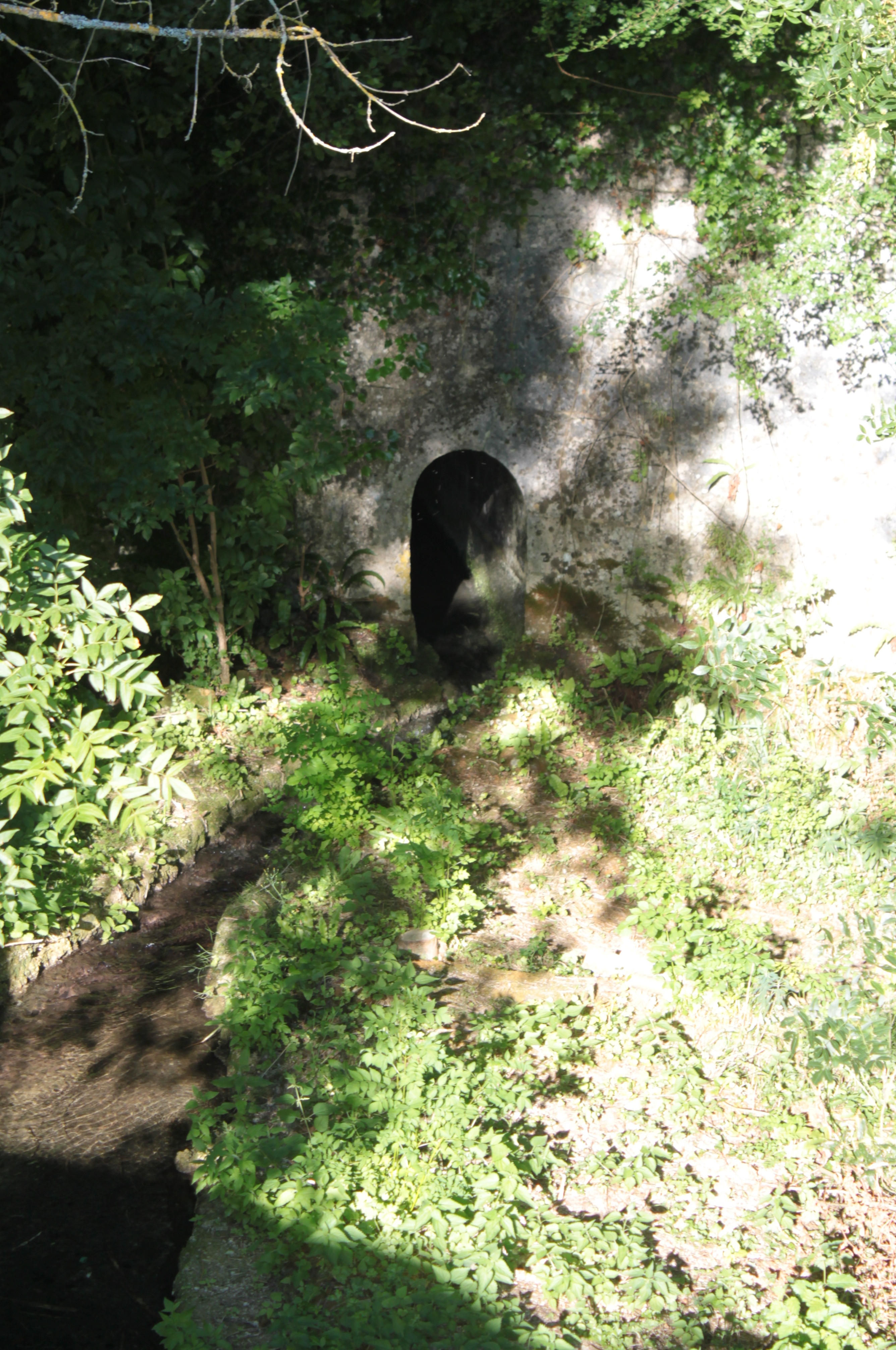
Sortie de l'aqueduc passant sous les jardins du château.
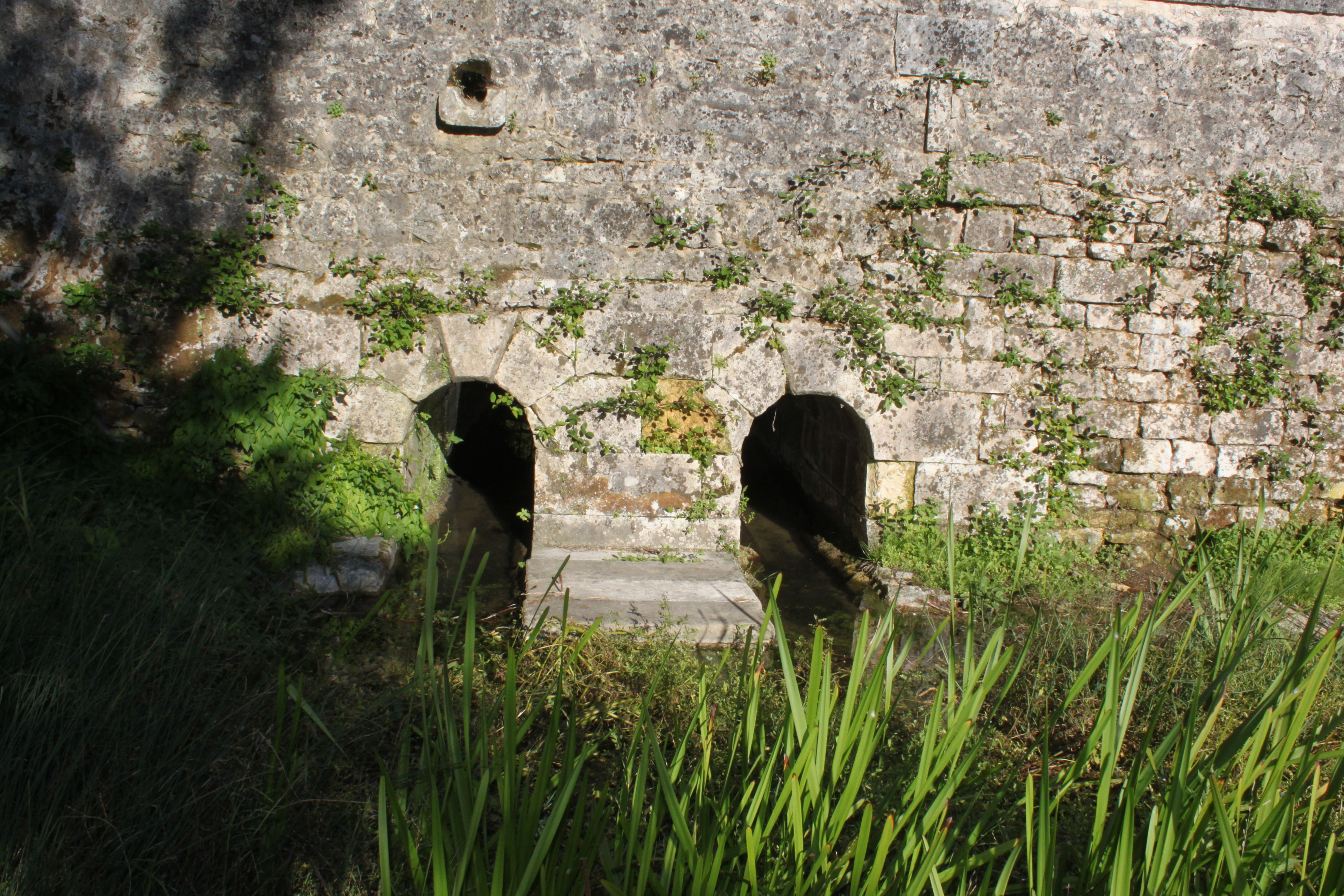
Sortie au lavoir au lieu-dit Le Ruisseau.
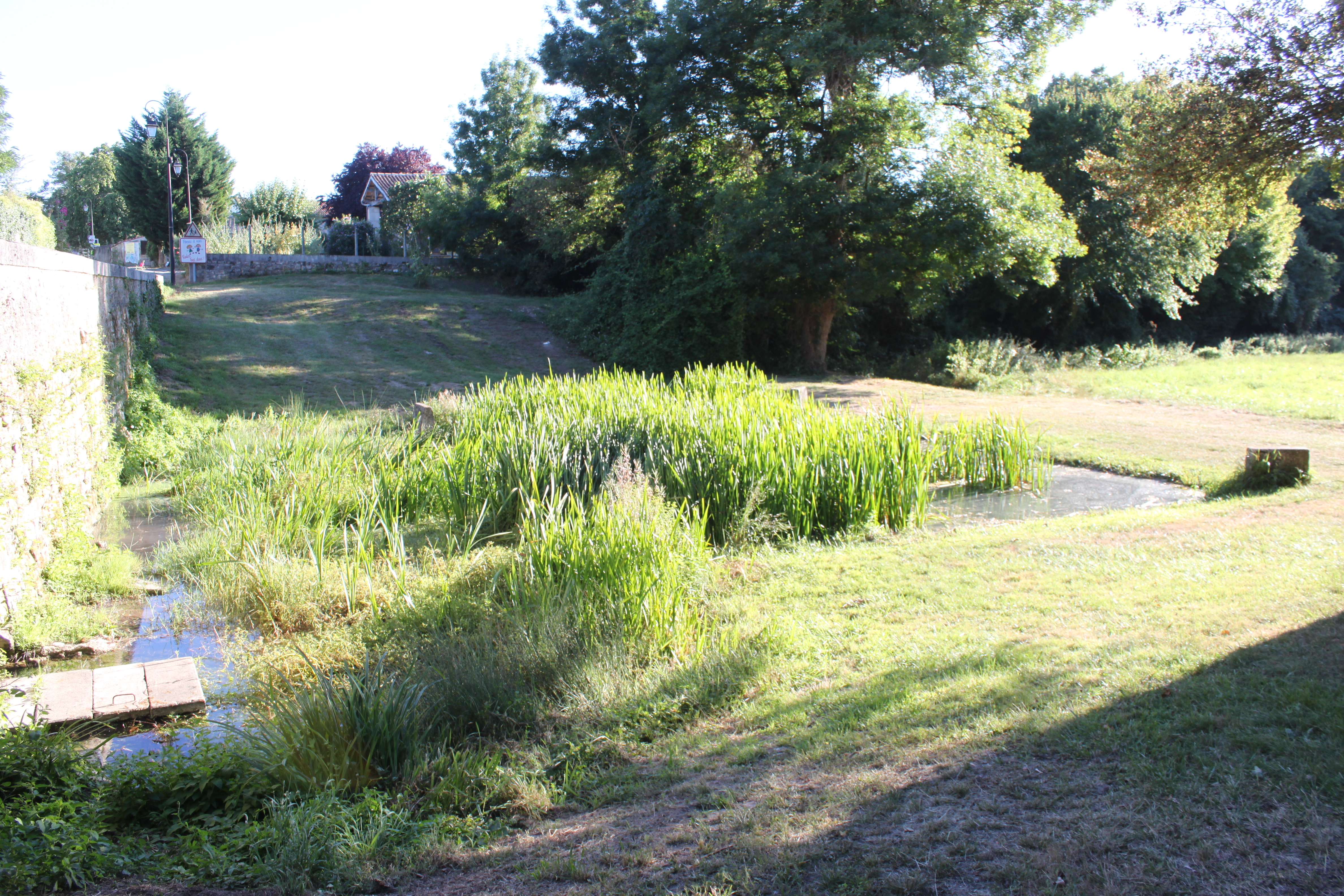
Lavoir du Ruisseau (parcelle cadastrale : Les Bois du Ruisseau).

#### L'église romane Saint-Martial

Église Saint-Martial
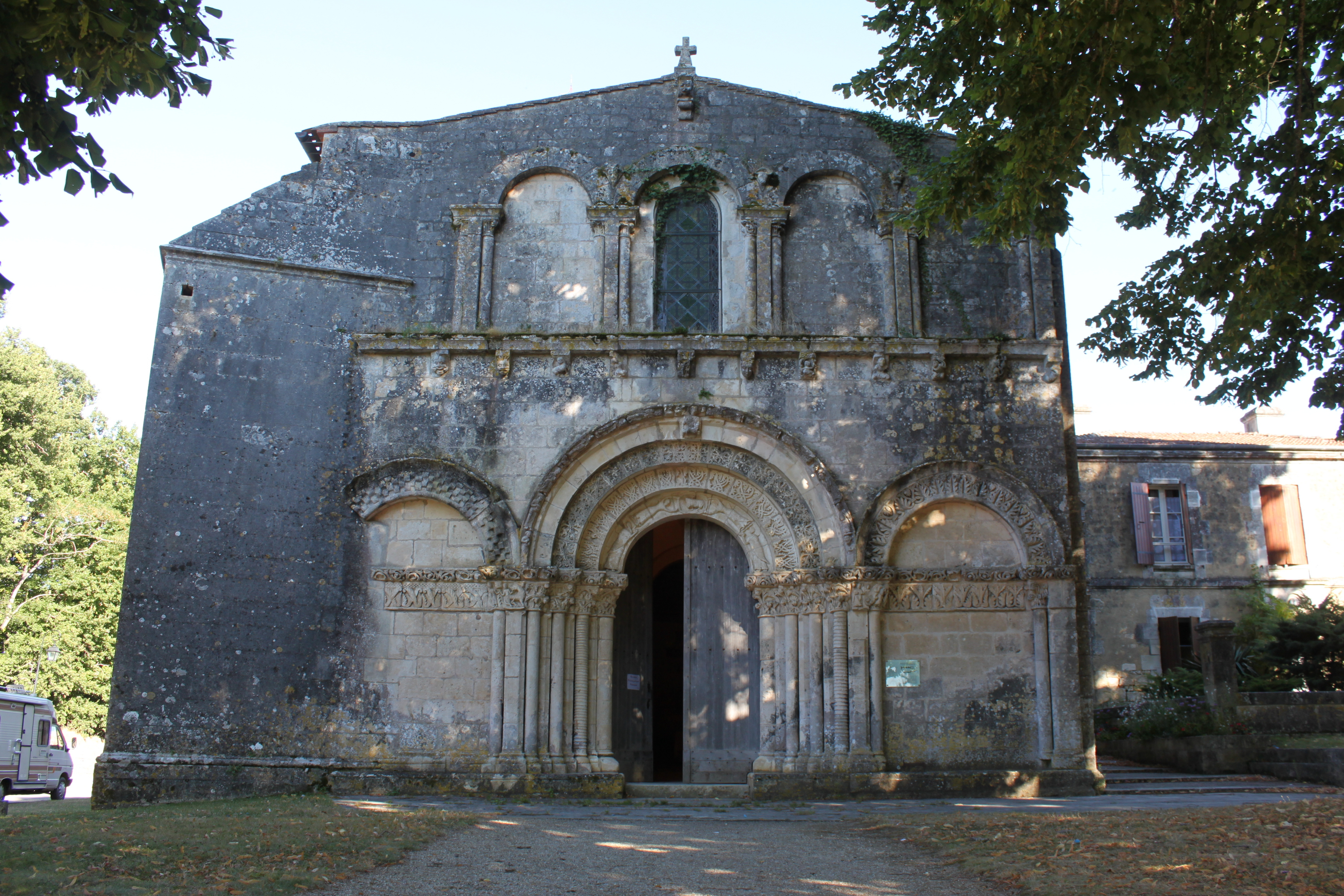
Façade ouest.
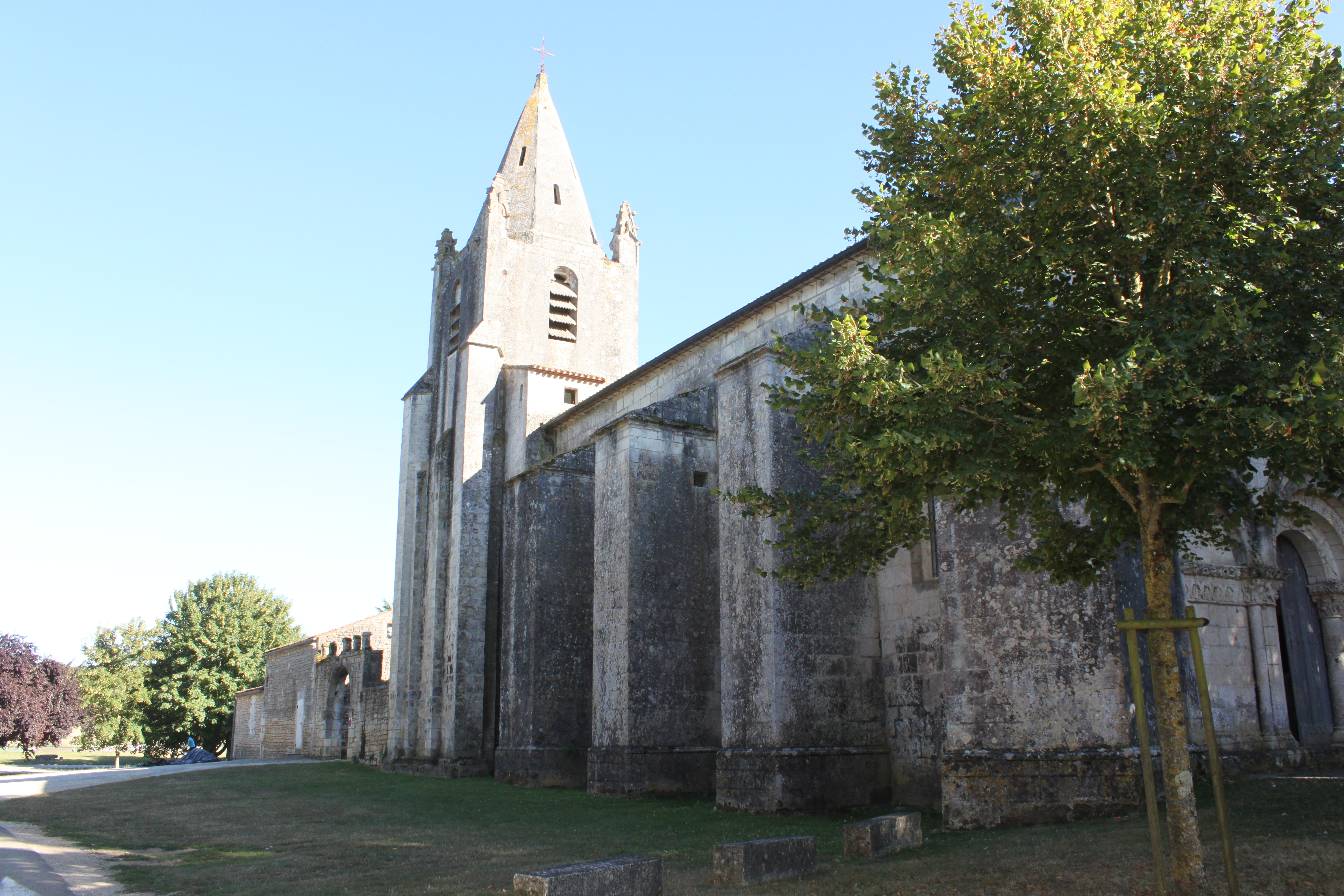
Vue nord
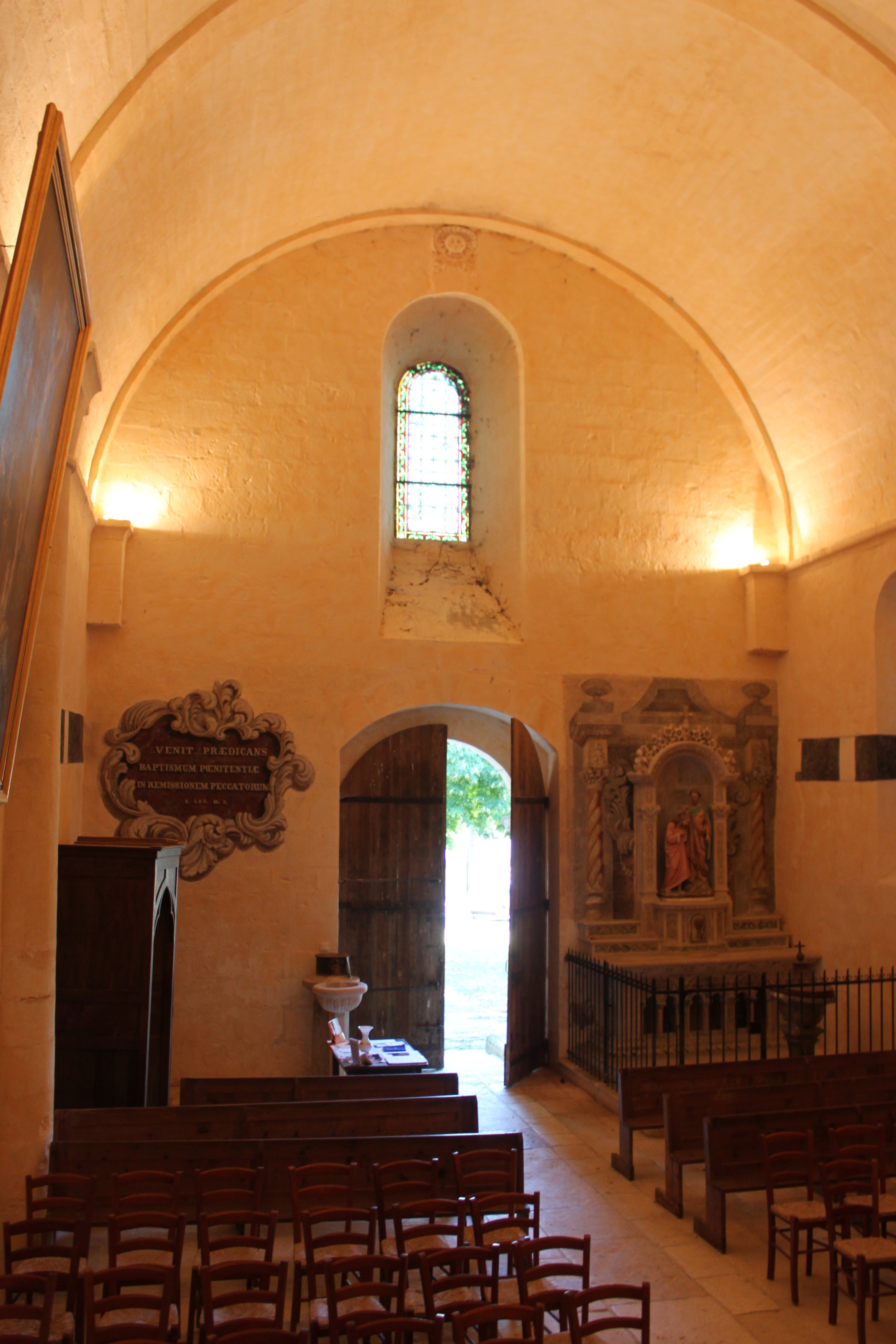
Narthex.
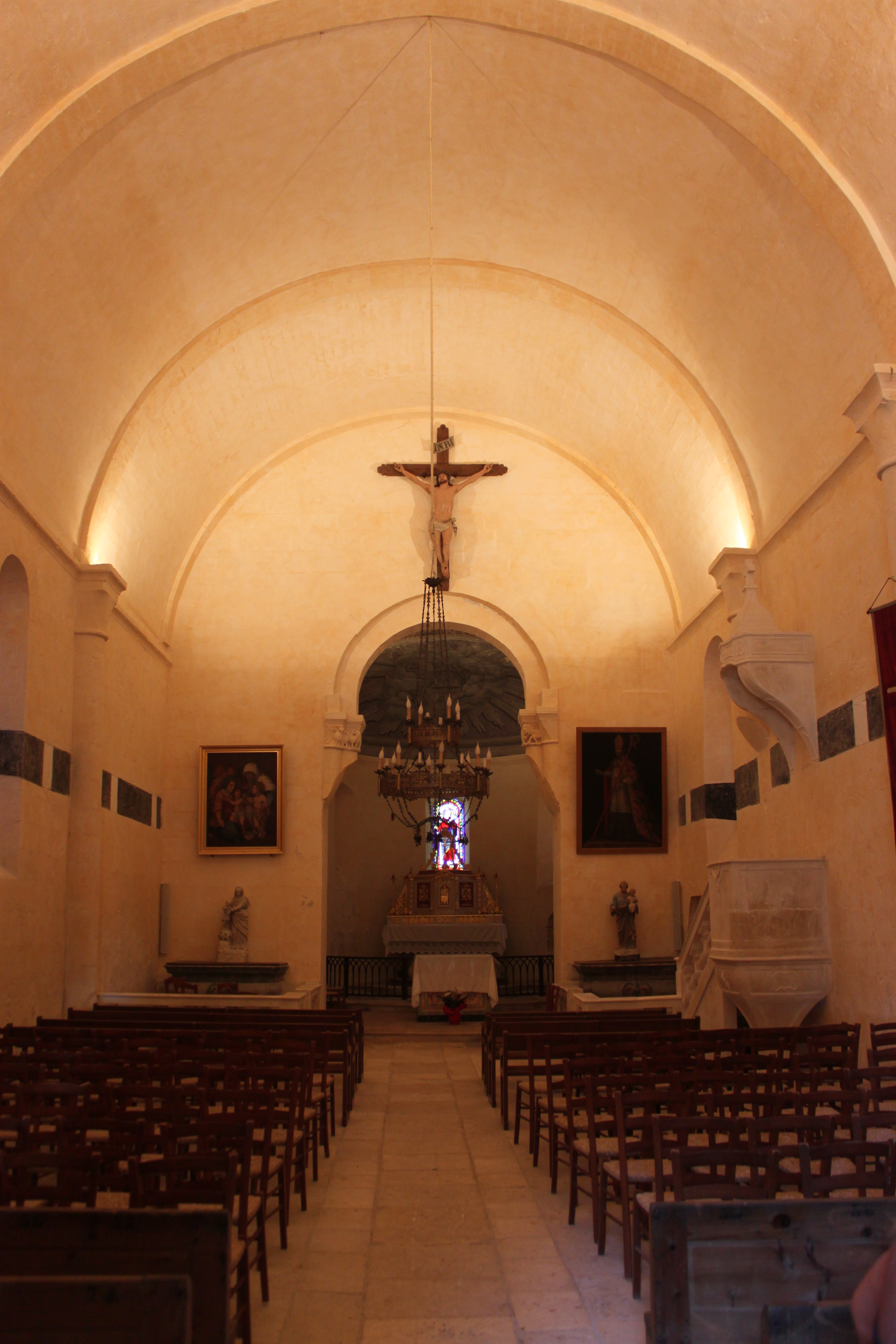
Nef.
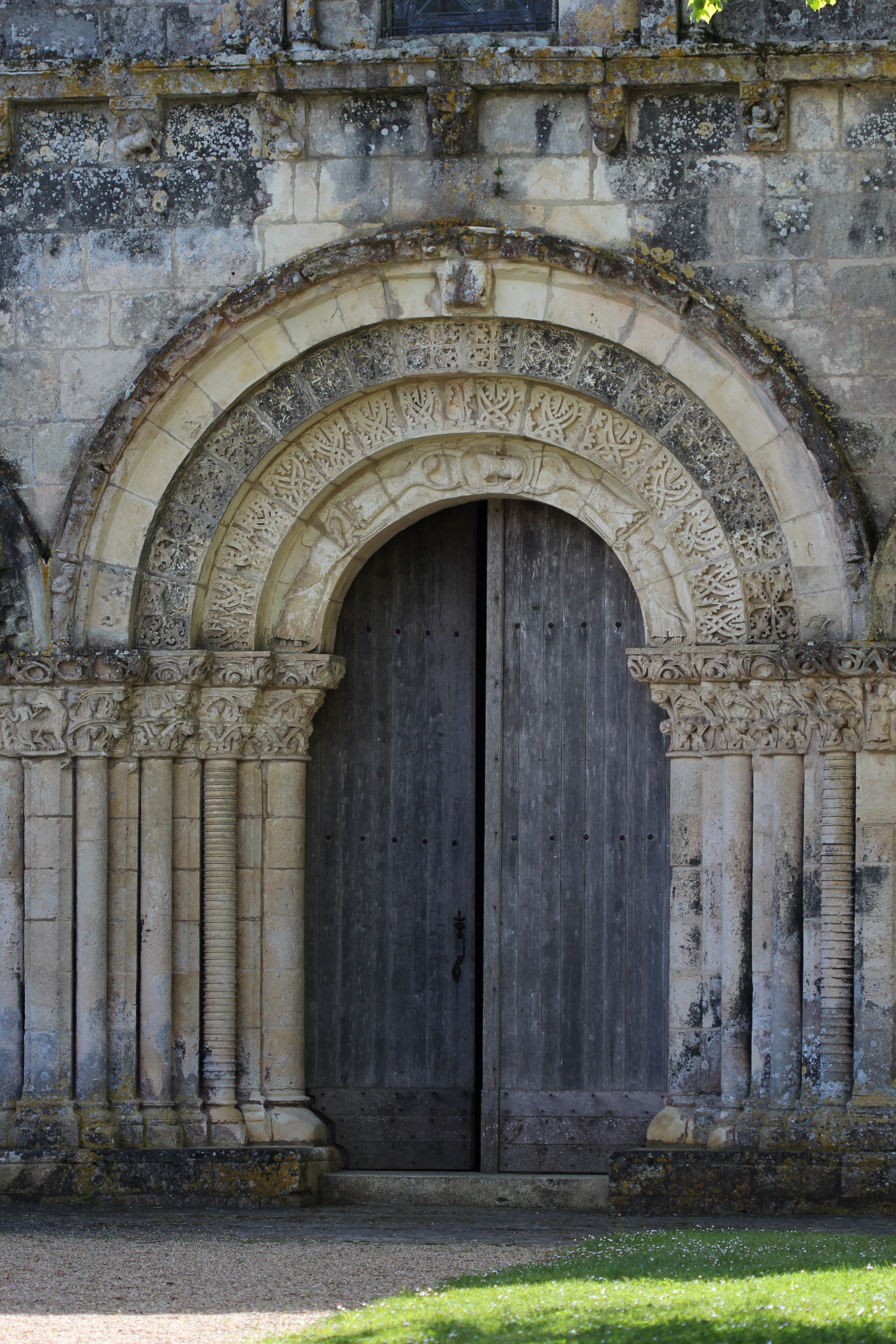
Portail de l'église.
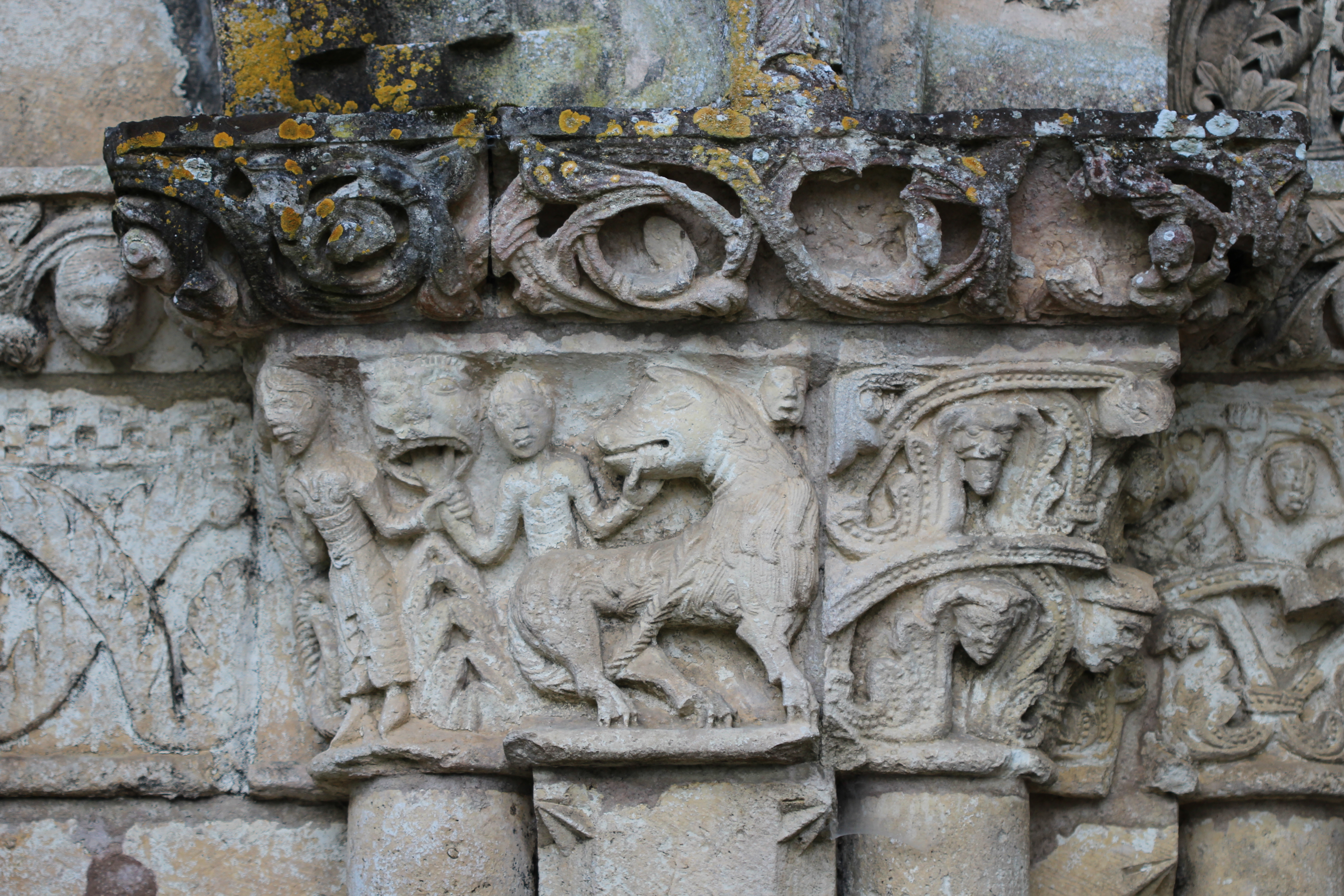
Détail de la porte.
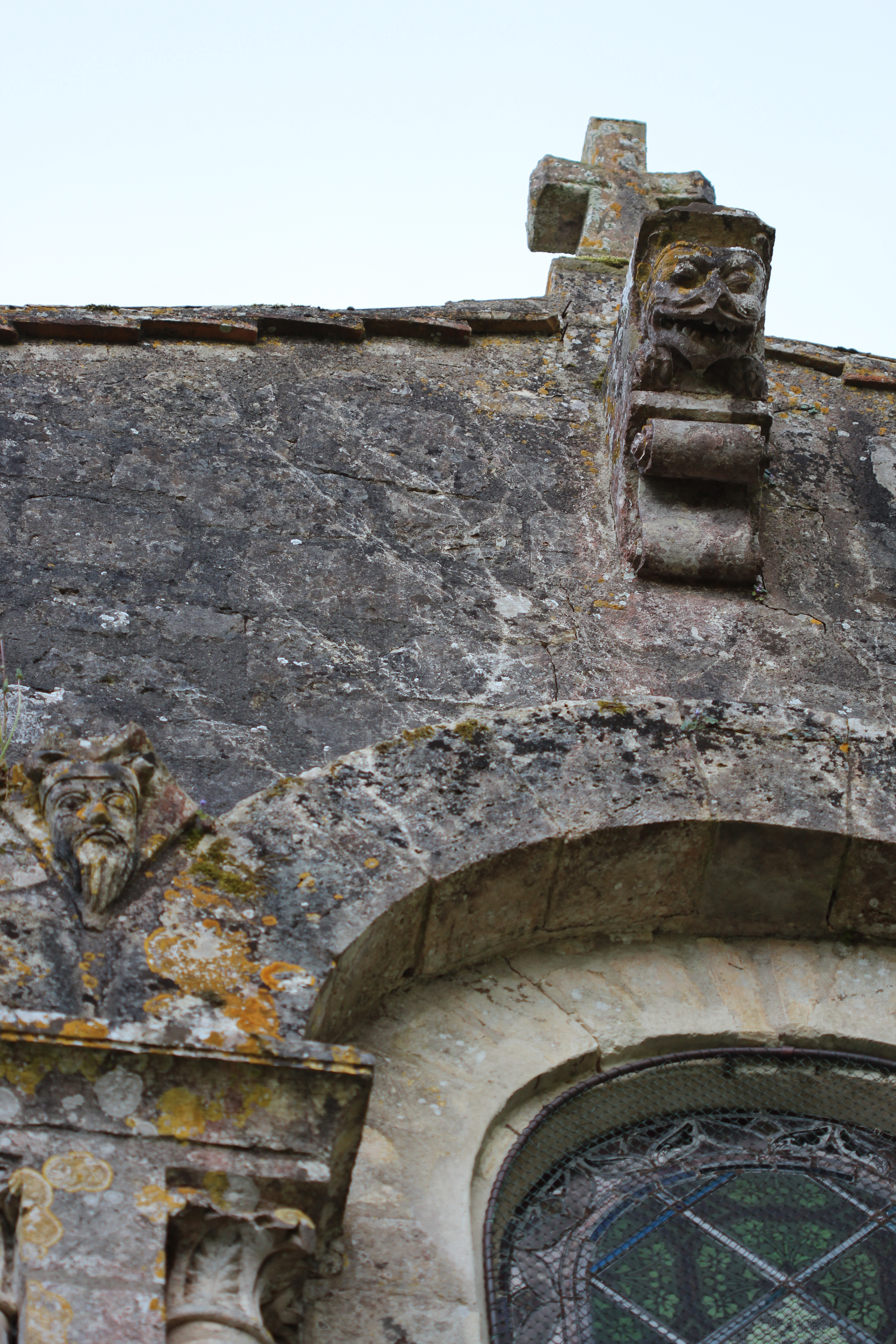
Détail.
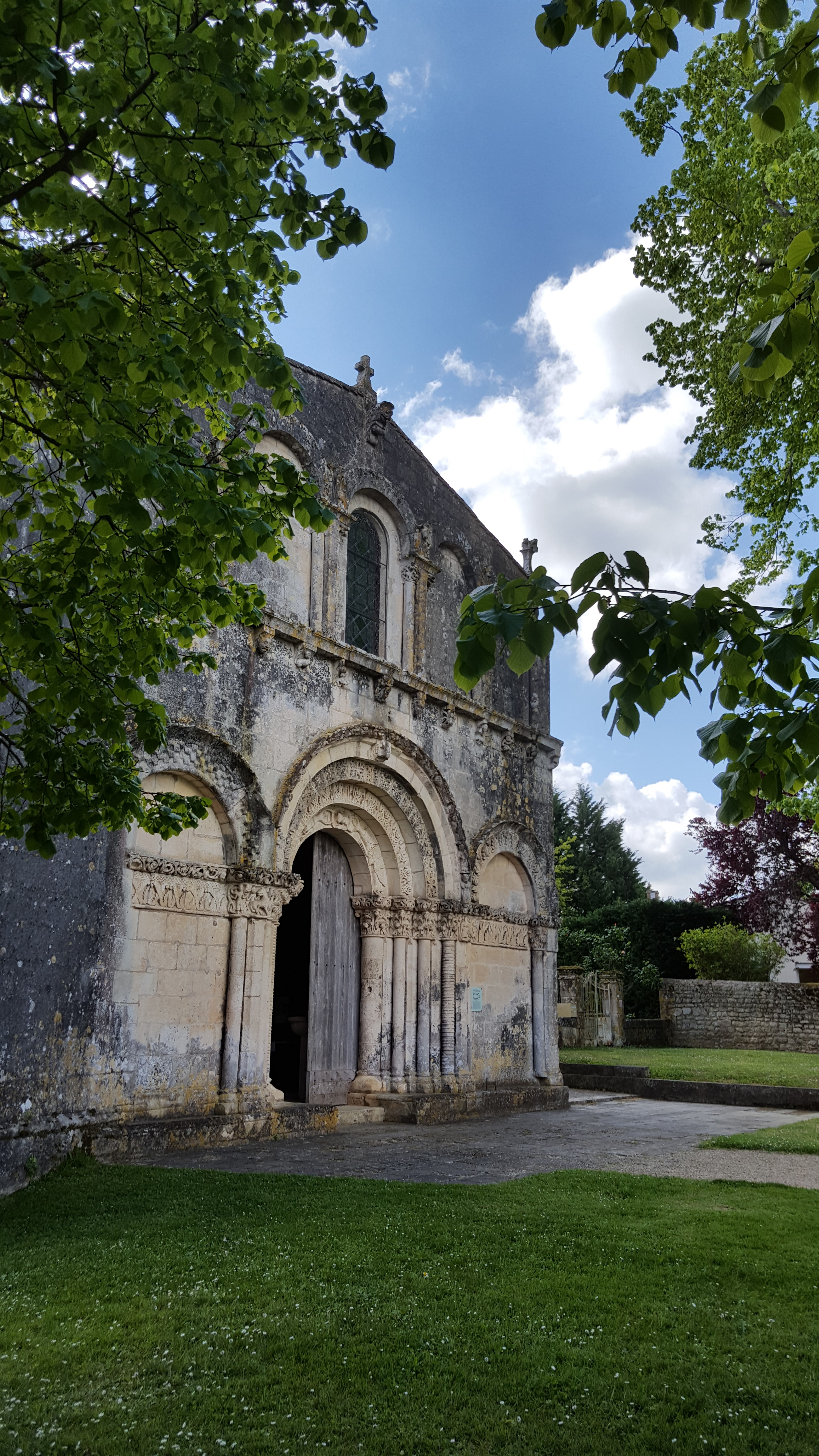
Église du Douhet.
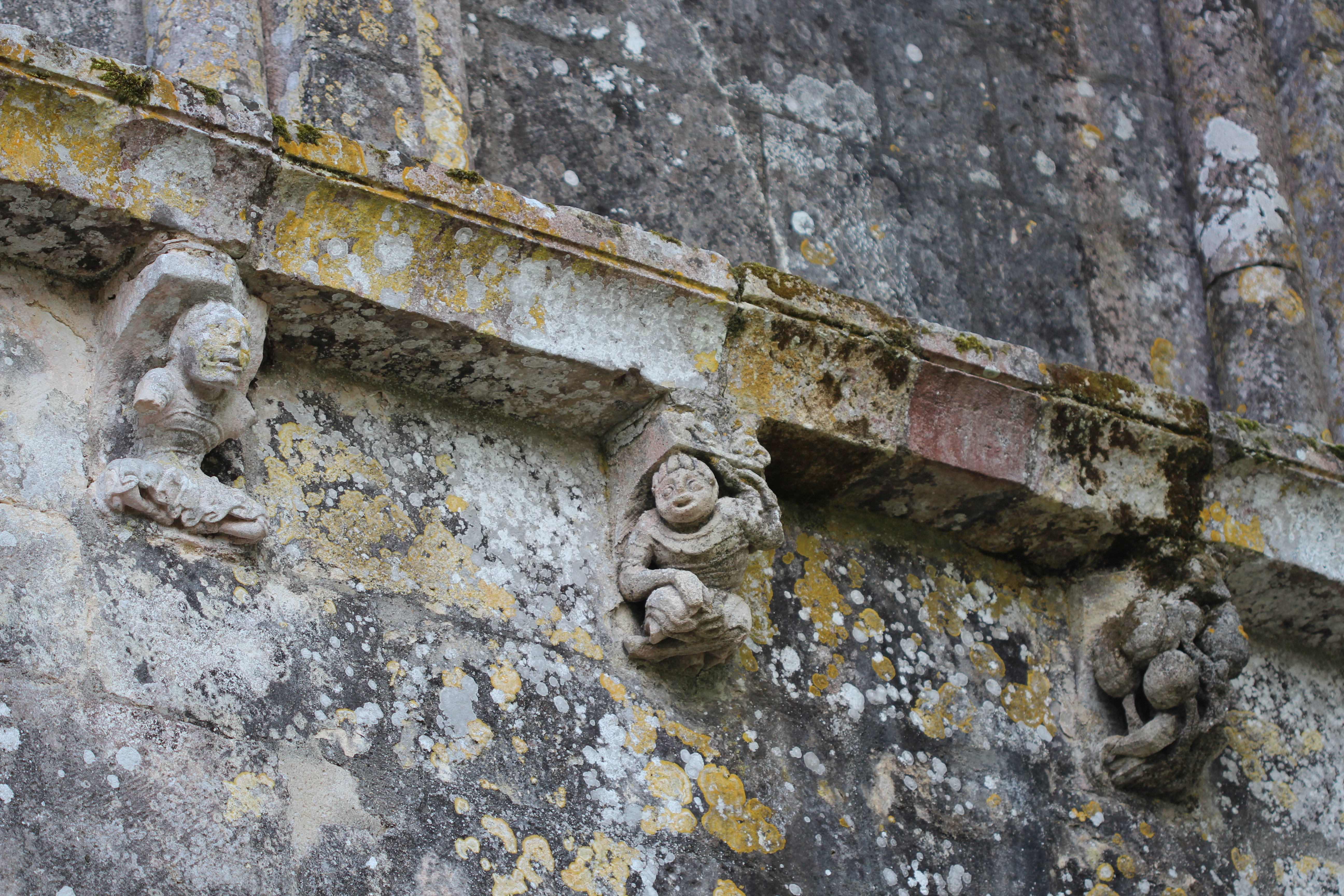
Détail.
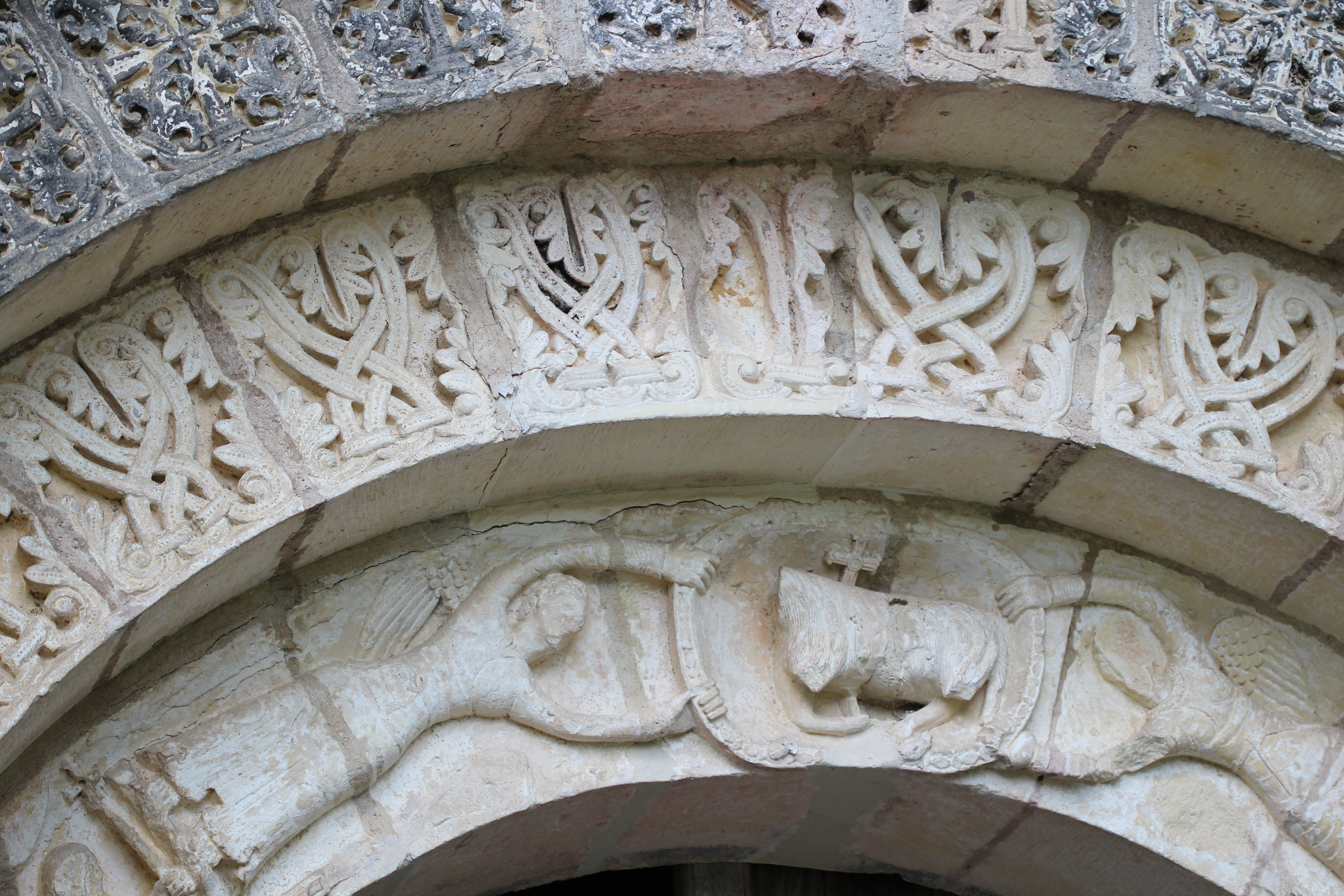
Détail.